# Mike Poto
Pour les articles homonymes, voir Poto.
Mike Poto est un footballeur zambien né le 15 janvier 1981. Il joue au poste de gardien de but.
Il a notamment participé à la Coupe d'Afrique des nations 2008 avec l'équipe de Zambie.

## Carrière
- 2007- : Green Buffaloes ( Zambie)